# 아우디 포뮬러 1 팀
독일 자동차 제조업체 아우디가 2026시즌부터 포뮬러원 팀과 파워유닛 제조업체로 경쟁하기로 계약했다. 아우디 F1 팀은 사우버 인수를 통해 구성되며, 아우디 포뮬러 레이싱 GmbH가 개발한 엔진이 있다. 아담 베이커는 아우디 포뮬러 레이싱 GmbH의 최고 경영자이다.
아우디는 2022년 8월 2026년 엔진 제조업체로 챔피언십에 진출하겠다고 발표했다. 10월 아우디는 2026년 자우버 모터스포츠와의 파트너십을 확정하면서 독일 브랜드가 경쟁에 뛰어들 수 있도록 회사 지분을 인수하고 팀 이름을 바꾸고 엔진을 공급하는 방식으로 닐 야니는 팀의 시뮬레이터 드라이버로 일한다.
2025년에 니코 휼켄베르크와 가브리에우 보르툴레투는 2026년 아우디를 위해 경주할 별도의 다년 계약에 따라 자우버의 팀인 스테이크 F1 팀 킥 자우버에 합류할 것이다.
2024년 11월 카타르 투자청은 팀의 소수 지분을 매입했다.